# ACIDMAN
ACIDMAN（アシッドマン）は、日本のスリーピースロックバンド。所属事務所はFREE STAR。レーベルはユニバーサルミュージック内のVirgin Music。

## メンバー

### 現メンバー
大木 伸夫（おおき のぶお、1977年8月3日（48歳） - ） ボーカル・ギター
バンドのリーダーであり、ほぼ全ての楽曲の作詞・作曲を担当。
埼玉県川越市出身
明治薬科大学卒業。実家は薬局で自身も薬剤師免許を持っている。（父と兄も薬剤師）
佐藤 雅俊（さとう まさとし、1977年4月7日（48歳） - ） ベース・コーラス
浦山 一悟（うらやま いちご、1978年3月27日（47歳） - ） ドラムス・コーラス

### 元メンバー
椎橋 武史（しいばし たけし、1977年 - ）ボーカル
1997年〜99年在籍。脱退後音楽業界を引退し、現在は建築士として活動している。

## 概要
- 大木が手掛ける叙情と風景描写が織り交ぜられた抽象的な詞、静と動を生かしたロックサウンドと美しい旋律をエモーショナルに歌い上げるヴォーカル、また、パワーポップ・ガレージ・パンク・ジャズ・ボサノヴァ・ファンク・R&Bなど、様々な音楽の要素を取り入れた楽曲などが特徴である[9]。「音の力。詩の力」「深淵・迷走・創造・騒々」をキャッチコピーに掲げている[10]。

薬剤師免許を持つこともあってか「コロイド」「シナプス」など、化学的・生物学的な単語も多く用いられる。また「サールナート (仏教の八大聖地の一) 」「イエス」「ルルド」などの宗教用語や「ノルド」「ハルシュタット」などの古代ヨーロッパ文化関連用語、「天霧らふ」「心泣(うらな)く」「ゆくらゆくら」などの古語も用いられている。
「green chord」以降は終末観と生命の対比を色濃くし、初期にはほとんど取り入れられていなかった「愛」をテーマにした楽曲も見受けられるようになったが、従来のラブソングにありがちな「恋愛」ではなく「慈愛」「博愛」をテーマとしたものを主としている。
- 当初はスリーピースのみによる表現に拘っていたが「季節の灯」以降はストリングスの導入も試み、スタイルの幅を広げている。既存の曲を大幅にアレンジした「second line」では、メンバー以外にゲストミュージシャンも招聘している。

アルバムを作るたびに解散の危機に瀕していたが、アルバム『and world』のレコーディング終了直後にオオキが東京スカパラダイスオーケストラの加藤や谷中に飲みに連れて行ってもらったことをきっかけにバンド内の雰囲気がガラッと良くなった。大木曰く「全員泣いた」とのこと。
- 映像に対してもこだわりが強く、ミュージックビデオはプロモーションビデオの枠を超えた映像作品として高く評価され、2004年には『彩-SAI- (前編)～廻る、巡る、その核へ』(ディレクター：西郡勲)で第8回文化庁メディア芸術祭アニメーション部門優秀賞を受賞した。

また、映像とライブを融合した「Cinema」というイベントをこれまで4回主催している。第17回ゴールドディスク大賞の「ニューアーティスト・オブ・ザ・イヤー」の10人のうちの1組に選ばれる。
大木自らが代表を務める事務所「FREE STAR」を立ち上げ、2013年6月3日に独立を発表した。
- バンド以外の活動としては総合格闘家の須藤元気の歌手活動のプロデュースを行う。メンバーと須藤は同い年で親交が深く、須藤の著書『幸福論』の帯にはオオキがコメントを添えている。また、土屋アンナのアルバムにも演奏とアレンジで参加した。ショートムービーDVD『JAM FILMS2』の中の「机上の空論」に喫茶店の客としてオオキとサトウが出演している (なお、この作品の監督である小島淳二は『今、透明か』から『リピート』までACIDMANのMUSIC CLIPの監督を務めていた)。
- ニューアルバムを携えたライブツアーのファイナル公演を日本武道館で行う事が多く、2023年までに6度の日本武道館ライブを開催している。
- 東日本大震災の翌年の2012年以降、毎年3月11日には「ACIDMAN LIVE in FUKUSHIMA」と題して福島県でライブを行っており、ライブ収益は全額「東日本大震災ふくしまこども寄附金」に寄付を行っている。
- 2017年には結成20周年を記念して、出身地埼玉県のさいたまスーパーアリーナにて主催フェス「SAITAMA ROCK FESTIVAL “SAI” 」初開催。各地フェスのヘッドライナー級のアーティストラインナップが話題を呼び、チケットは即日ソールドアウト。2022年には結成25周年を記念し、さいたまスーパーアリーナにて5年ぶり2度目の開催。2daysに拡大し、Mr.Children、ELLEGARDENなど初年度を超える豪華ラインナップが話題に。2日間で約4万人を動員した。

- 2019年10月、ACIDMANの音楽を使用し、大木伸夫がプログラム監修及びナレーションを務めたプラネタリウムプログラム「Starry Music Special Edition～music by ACIDMAN～」が、東京・コスモプラネタリウム渋谷にて投影開始。同館最大級の動員数を誇る番組となり、半年間を予定していた投影期間が1年に延長される。その後2021年、最新の宇宙のトピックを取り上げるなど内容をアップグレードした「星になるまで～music by ACIDMAN～」が制作される。全国配給作品として、2025年現在も各地で投影されている。2025年、第3弾となる「星はここにある～music by ACIDMAN～」が投影開始。1977年に工業デザイナーのイームズ夫妻（英語: Charles and Ray Eames）が手掛けた短編科学映画「Powers of Ten」を基に、2025年現在判明している最新の科学的データを反映させて制作された[15]。

- 2023年には、2010年リリースの楽曲『ALMA』が国際天文学連合(IAU)主催・アジア太平洋地域の天文学に関する国際会議「APRIM2023」のテーマソングとなる。初回開催から45年間において、世界初。

- 2024年1月、映画『ゴールデンカムイ』の主題歌として「輝けるもの」をリリース。シリーズ累計2700万部突破のベストセラー漫画の実写化映画とあり大きな話題を呼ぶ。映画は興行収入29.6億円、観客動員数210万人を突破し大ヒットを記録。

## 来歴
1997年以前
- 埼玉県の私立西武学園文理高校在学時に軽音楽部の仲間として出会う[16]。当時は大木、佐藤、椎橋が「LSD」、佐藤、浦山が「HUM AND LOUD」と言うバンドでそれぞれ活動を行う。佐藤と椎橋の説得でドラムに浦山が加入。

1997年
- ACIDMAN活動開始。バンド名は椎橋が命名。

1999年
- 椎橋が脱退[16]。以降大木がギターとボーカルを兼任及び作詞作曲を開始。現在のスリーピースの形になり、下北沢、渋谷を拠点に活動する[16]。

2000年
- インディーズ版『赤橙』がNomadic Recordsより発売。

2001年
- 『赤橙』有線年間インディーズチャート3位獲得。『赤橙』がATLより再発。

2002年
- 3月ミニアルバム『酸化空』を発売。オリコンインディーズチャート初登場29位獲得。初のツアーであるACIDMAN FIRST TOUR 2002 ～oriental tag match～を開催。
- 5月に下北沢garageにて初ワンマンライブ。7月にはcinema vol.0が初開催。10月30日にアルバム『創』で、メジャーデビュー。オリコンアルバムチャート初登場9位獲得。
- メジャーデビュー前には、プレメジャーデビューシングルと称して『造花が笑う』『アレグロ』『赤橙 (曲)赤橙』の3枚をそれぞれ300円で限定リリース。

2003年
- TRIPLE SIDE-A SINGLE『Slow View』DVD CLIP集『Scene of 創』同時発売。ACIDMAN主催「Cinema vol.1」開催。
- 第17回日本ゴールドディスク大賞ニュー・アーティスト・オブ・ザ・イヤーを獲得。
- DVDフライヤー付き SINGLE『リピート』発売。2ndアルバム『Loop』発売。オリコンアルバムチャート初登場6位獲得。
- SECOND DVD CLIP集『Scene of Loop』発売。ACIDMAN LIVE TOUR「Loop」敢行。
- ROCK IN JAPAN FESTIVAL、COUNTDOWN JAPAN等の大型ロックフェスティバルに初出演。

2004年
- TRIPLE SIDE-A SINGLE『水写』発売。ACIDMAN主催「Cinema vol.2」開催。
- 映画「CASSHERN」オフィシャルアルバム『OUR LAST DAY』発売。(ACIDMAN「水写」収録)『from MOSH PIT ON DISNEY』スプリットアルバム発売。(LOW IQ vs ACIDMAN)『MOSH PIT ON DISNEY』発売。(ACIDMANはColors Of The Wind（ポカホンタス）をカバー)
- SINGLE『equal e.p.』、3rd ALBUM『equal』発売。オリコンアルバムチャート初登場10位獲得。
- 3rd DVD CLIP集『Scene of equal』発売。ACIDMAN LIVE TOUR「equal」敢行。
- 楽曲「イコール」でミュージックステーション初出演。（9月24日）「廻る、巡る、その核へ」のミュージックビデオが文化庁メディア芸術祭優秀賞を始め多数の芸術賞を受賞。ライジング・サン・ロックフェスティバル初出演。

2005年
- SINGLE『ある証明』、REST SINGLE『季節の灯』、ACT SINGLE『world symphony』発売。
- ACIDMAN主催「Cinema vol.3」開催 (以降cinemaは開催されていない)
- 4th ALBUM『and world』発売。オリコンアルバムチャート初登場9位獲得。
- フジロックフェスティバル初出演。

2006年
- SINGLE『スロウレイン』『プリズムの夜』発売。
- 4th DVD CLIP集『scene of "and world"』発売。ACIDMAN LIVE TOUR "and world"敢行。
- 初のライブDVDとなる『and world tour final 20060409』発売。以降のワンマンライブツアー最終公演は全て映像化されている。
- 土屋アンナ、須藤元気等へ楽曲提供。
- RUSH BALL2006においてメインステージの大トリを務める。サマーソニック初出演。

2007年
- 5th ALBUM『green chord』発売。オリコンアルバムチャート初登場8位獲得。
- ワンマンライブツアー『ACIDMAN LIVE TOUR "green chord"』の最終公演において、ワンマンとして初の日本武道館公演を行なう。

以降『ACIDMAN LIVE TOUR "A beautiful greed"』『ACIDMAN LIVE TOUR "ALMA"』『ACIDMAN LIVE TOUR "新世界"』のファイナルとして日本武道館公演を行っている。
秋から10-FEET・RIZEの2グループと全国6都市を回るライブツアー「Trinity Trip」を行う。
- 3部作SINGLE 第1弾『REMIND』第2弾『UNFOLD』発売。
- 5th DVD CLIP集『scene of"green chord"』、LIVE DVD 『ACIDMAN LIVE TOUR"green chord"in 日本武道館』発売。

2008年
- 3部作SINGLE 第3弾『式日』、SINGLE『I stand free』発売。
- 6th ALBUM『LIFE』発売。オリコンアルバムチャート初登場9位獲得。
- ACIDMAN LIVE TOUR"LIFE"を敢行。『ACIDMAN LIVE TOUR "LIFE"』最終公演においてワンマンとして初の幕張メッセ公演を行う。
- 6th DVD CLIP集『scene of"LIFE"』、LIVE DVD『LIVE TOUR"LIFE"in 幕張メッセ』発売。
- 大木伸夫の初監督作品となるMV「THE LIGHT～赤色群像・ベガの呼応・EVERGREEN～」にてCandle JUNE氏、プラネタリウムクリエーター大平貴之氏とコラボレーション。

2009年
- SINGLE『CARVE WITH THE SENSE』、『Under the rain』発売。
- 『AGGRESSIVE DOGS TRIBUTE ALBUM“真我”』に参加。（紫電一閃-sidenissen-をカバー）
- 7th ALBUM『A beautiful greed』発売。オリコンアルバム週間チャート4位獲得。
- 7th DVD CLIP集『scene of A beautiful greed』発売。
- ACIDMAN LIVE TOUR“A beautiful greed”敢行。夏にLOW IQ & THE BEAT BREAKERとのツーマンツアーを行う。

2010年
- LIVE DVD『ACIDMAN LIVE TOUR“A beautiful greed” in 日本武道館』発売。
- SINGLE『DEAR FREEDOM』、『ALMA』発売。『ROCK STITCH』に参加。 (Can't Help Falling In Loveをカバー)
- 8th ALBUM『ALMA』発売。同曲のミュージックビデオはALMA及びウユニ塩湖のあるチリ、ボリビアにて撮影。

2011年
- 8th DVD CLIP集『scene of ALMA』発売。
- ACIDMAN LIVE TOUR“ ALMA ”敢行。
- MONSTER baSH 2011において大トリを務める
- 秋より結成15周年目及びメジャーデビュー10周年目を記念し『ACIDMAN 15th&10th Anniversary』と題し様々なイベントを行う。

イベントの第一弾として初のセルフカバーアルバム『Second line & Acoustic Collection』を発売。同日、LIVE DVD『LIVE TOUR"ALMA"in日本武道館』発売。
- 初のオールアコースティックライブとなる『Second line & Acoustic live』を全国4箇所で行う。「赤橙(acoustic)」のミュージックビデオは上海にて撮影。
- SPECIAL OTHERS『あの国まで』にて大木がゲストボーカルとして参加。
- HEP FIVEにて行われたクリスマス・イベント『HEP FIVE CHRISTMAS FANTASY』のテーマ曲を担当。

2012年
- アニバーサリーイベント第二弾として初のBEST ALBUM『ACIDMAN THE BEST』を始めとする、

INSTRUMENTAL ALBUM 『This is instrumental』、ACOUSTIC LIVE ALBUM『Second line & Acoustic live at 渋谷公会堂20111013』、
完全限定生産10th Anniversary Premium BOX『ACIDMAN THE BEST BOX』の4タイトル同時発売。
- ACIDMAN LIVE "15th & 10th Anniversary Tour"敢行。

今ツアーの最終公演（4月14日）にはメンバーの故郷さいたまにてバンド史上最大級のさいたまスーパーアリーナ公演を行う。
- SINGLE『アルケミスト』、LIVE DVD『LIVE“15th &10th Anniversary Tour”in さいたまスーパーアリーナ』2タイトル同時発売。

「to live(新録)」のミュージックビデオはケニア、タンザニアで、「アルケミスト」は小説の舞台となったモロッコにて撮影。
- ROCK IN JAPAN FESTIVALにおいてメインステージの大トリを務める。
- SINGLE『新世界』発売。

2013年
- 9th ALBUM『新世界』発売。アルバム収録楽曲「風追い人」にゲストミュージシャンとして坂本龍一が参加。
- 6月3日より、メジャーデビュー当時から10年間所属していたamnisを離れ独立。事務所名は自らの楽曲と同じ「FREE STAR」。
- ACIDMAN LIVE TOUR“ 新世界”敢行。
- WILD BUNCH FEST.2013においてメインステージのトリを務める
- 9th DVD CLIP集『scene of 新世界』、LIVE DVD 『LIVE TOUR 新世界 in 日本武道館』発売。

2014年
- 俳優・綾野剛の密着ドキュメント作品『情熱大陸×綾野剛　プレミアム・エディション』に、ACIDMAN書き下ろし楽曲を提供。
- 『Yes, We Love butchers ～Tribute to bloodthirsty butchers～ Mumps』に参加。 （襟がゆれてる。をカバー）
- SINGLE『EVERLIGHT』、『Stay in my hand』、『世界が終わる夜』発売。

『Stay in my hand』ミュージックビデオの撮影では総勢120名を超えるバンド・マンが集結。『世界が終わる夜』ミュージックビデオはアイスランドにて撮影を敢行。
- モバイルサイト会員の投票によってセットリストを決定した自身初の試みでもあるLIVE TOUR “ANTHOLOGY”を敢行。
- VIVA LA ROCK 2014においてメインステージのトリを務める
- さだまさしミュージックビデオ「君は歌うことが出来る」にアーティスト写真を提供。
- 10th ALBUM『有と無』発売。オリコン初登場9位を記録。

2015年
- 「時短系」全身シャンプー”RAINY”の企業CMへ楽曲提供。
- ACIDMAN LIVE TOUR"有と無"を敢行。初の香港公演を含む。
- DVD「美しき酒呑みたち 四杯目」に大木伸夫がゲスト参加。
- 『ROCK IN DISNEY　/ ロック・イン・ディズニー』に参加(Can't Help Falling In Loveをカバー)
- 『ACIDMAN LIVE TOUR “ANTHOLOGY” Documentary film』をACIDMAN作品としては初の試みとなる、MOBILE、WEBで限定販売。
- Album『Second line & Acoustic collection II』発売。ゲストにはホリエアツシ(STRAIGHTENER),VERVAL,ジャズピアニストの板橋文夫が参加。
- LIVE DVD『LIVE TOUR “有と無” in 日本武道館』発売。
- 「JFL presents FOR THE NEXT supported by ELECOM」のテーマソングとなったYEN TOWN BANDの楽曲「アイノネ」に、大木伸夫がコーラス参加。

2016年
- ACIDMAN LIVE TOUR “Second line & Acoustic collection II”を敢行。

NHKホールにて行われた追加公演では、自身初の試みとしてacousticとrockの2部構成を行う。
- ACIDMAN LIVE DVD “green chord”、“A beautiful greed”、“ALMA”の3タイトルをBlu-ray発売。
- SINGLE『最後の星』発売。
- 『ACIDMAN 20th Anniversary Fans' Best Selection Album "Your Song"』発売。

2017年
- SINGLE 『愛を両手に』発売。
- 結成20周年の集大成として故郷埼玉県、さいたまスーパーアリーナにて初の主催ロックフェスである「SAITAMA ROCK FESTIVAL “SAI”」を主催。ASIAN KUNG-FU GENERATION、the HIATUS、THE BACK HORN、ストレイテナー、10-FEET、Dragon Ash、BRAHMAN、MAN WITH A MISSION、RADWIMPS、谷中敦&加藤隆志（東京スカパラダイスオーケストラ）らが参加。
- 大木伸夫の故郷である川越に本社を構える、日本を代表するクラフトブルワリー「コエドブルワリー」にて、数量限定コラボレーションビール「彩-SAI-」を特別醸造。
- ACIDMAN 20th Anniversary、ACIDMAN presents「SAITAMA ROCK FESTIVAL “SAI”」を記念し、手塚プロダクション制作にて大木伸夫に多大な影響を与え続けている『火の鳥』、またACIDMANメンバーの書き下ろしアイテムを、VILLAGE VANGUARDとのコラボレーションアイテムとして販売。
- 11th ALBUM『Λ（ラムダ）』発売。収録曲「空白の鳥」を、吉田恵輔監督の映画「犬猿」の主題歌として書き下ろす。

2018年
- ACIDMAN LIVE TOUR “Λ(ラムダ)“を敢行。15都市16公演。ファイナル公演は6度目となる日本武道館公演。
- 映像作品『ACIDMAN LIVE TOUR“Λ”in 日本武道館』発売。

2019年
- ファン投票によってセットリストが決定する”ANTHOLOGY”の第2弾、LIVE TOUR”ANTHOLOGY2”を敢行。
- 大木伸夫のファンコミュニティ「ある証明」がファンコミュニティアプリ「Fanicon」にてスタート。
- 東京スカパラダイスオーケストラ初のトリビュート・アルバム「楽園十三景」に「追憶のライラック」にて参加。
- 大木伸夫がプラネタリウム番組「Starry Music Special Edition～music by ACIDMAN～」のプログラム監修を務める。全編ACIDMANの音楽を使用し、ナレーションも大木が担当。 東京渋谷区のコスモプラネタリウム渋谷にて投影され、当初半年の予定であったが、同館最大級の動員を誇る人気番組となり、投影期間が1年間に延長。
- メジャーデビューアルバム「創」を自身初のアナログ盤として発売[17]。
- 2002年のメジャーデビューツアーを再現するACIDMAN LIVE TOUR “創、再現”を敢行。
- 井上陽水のトリビュートアルバム『井上陽水トリビュート』に、「傘がない」にて参加。
- 山本彩のオリジナルアルバム収録曲「TRUE BLUE」（作詞作曲:山本彩）を大木伸夫がプロデュースし、演奏はACIDMANが担当。

2020年
- 2012年以降毎年開催している「ACIDMAN LIVE in FUKUSHIMA」を新型コロナウィルス感染拡大防止のため中止し、YouTubeにて無観客ライブの生配信を実施。
- SINGLE『灰色の街』発売。フジテレビ系音楽番組「Love music」5月度オープニングテーマ。  ジャケット写真は、キングコング西野亮廣氏が脚本&監督をつとめ44万部を超える大ヒット絵本「えんとつ町のプペル」の新たなイラストとコラボレーション。メジャーデビュー以降、SINGLEでは初のTOP10入りを果たす（8位）。  また同日、映像作品『ACIDMAN LIVE TOUR “創、再現” in 新木場 STUDIO COAST』を発売。
- 新型コロナウィルス感染拡大防止のため開催を中止した「『灰色の街』リリース記念プレミアム・ワンマンツアー」に代わり、初の有料生配信ライブ「“ THE STREAM ”」を開催。
- テレビ東京系アニメ「あひるの空」オープニングテーマソング『Rebirth』をDIGITAL SINGLEとして発売。ACIDMAN初のアニメタイアップ。
- 全編インストゥルメンタルのライブ『ACIDMAN LIVE “ This is instrumental “』をキャパシティを半分に抑えて2部制にして開催。  後日、ライブ映像をマルチアングル方式で配信。

2021年
- 10回目となる「ACIDMAN LIVE in FUKUSHIMA 2021」をいわき芸術文化交流館アリオス中劇場にて開催。
- 2020年3月11日「LIVE in FUKUSHIMA」、7月11日「THE STREAM」、9月11日「This is instrumental」を全て収録したDVD『ELEVEN』を発売。
- アルバム詳細発表前に「ACIDMAN ニューアルバム配信ライブ」をスタジオ「BLACKBOX³」にて開催、配信。
- プラネタリウム番組第2弾「星になるまで～music by ACIDMAN～」が全国配給作品として投影決定。
- yamaに「世界は美しいはずなんだ」を大木伸夫が作詞作曲で楽曲提供[18]。花王「Essential THE BEAUTY」のCM曲に起用[19]。
- アルバム発売前にライブ＆試聴会を行う初の試みACIDMAN『INNOCENCE』プレリリースツアーを全国5箇所で敢行。
- 12th ALBUM『INNOCENCE（イノセンス）』発売[20][21]。
- 結成25年、メジャーデビュー20年を記念したアニバーサリーライブ「This is ACIDMAN」をZepp Tokyoで開催[22][23]。

2022年
- 5月11日・12日・19日、yamaとの共同東名阪対バンツアー「軌道共鳴 2022」を開催。
- 大木伸夫がyamaのアルバム「Versus the night」収録曲『光の夜』を楽曲提供。
- 9月より結成25周年・メジャーデビュー20周年イヤーを記念した東名阪ツアー「ACIDMAN 25th&20th Anniversary Tour “This is ACIDMAN”」開催[24]。
- 11月26・27日、結成25周年を記念して2度目となる主催フェス「SAITAMA ROCK FESTIVAL “SAI” 2022」をさらに豪華な出演者(東京スカパラダイスオーケストラ、DOPING PANDA、SiM、back number、氣志團、LOW IQ 01 & THE RHYTHM MAKERS+、MAN WITH A MISSION、ストレイテナー、Dragon Ash、THE BACK HORN、sumika、the band apart、マキシマム ザ ホルモン、BRAHMAN、ASIAN KUNG-FU GENERATION、ELLEGARDEN、10-FEET、Mr.Children)を迎え、さいたまスーパーアリーナにて2日間に渡り開催。約4万人を動員。 2017年に続き、2度目となる手塚プロ「火の鳥」とのコラボレーションを発表。手塚プロダクションによって新たに書き下ろされたメンバーイラストを使用したアイテム全9種類がラインナップ。大木の出身地である埼玉県川越市発のクラフトビール「COEDO」とのコラボ商品「彩-SAI-」が全国発売された[6]。
- 「SAI 2022」開催を記念し、日本酒「冩樂(写楽)しゃらく」とACIDMANのコラボレーションを発表。大木伸夫、遠藤農園と共に生産した「福島県北会津産コシヒカリ“一粒談笑”」を使用し、宮泉銘醸では初となる食用米を使用した超限定の酒造りを行う。
- 「SAI 2022」に贈られた祝い花を用いたインスタレーション「継ぐ花」を、東京・渋谷の東急プラザ渋谷(渋谷フクラス内)にて開催。

2023年
- ACIDMANの音楽を使用し、大木伸夫がプログラム監修を務めるプラネタリウム番組の第2弾「星になるまで～music by ACIDMAN～」が千葉市科学館(千葉県千葉市)で投映スタートしたことを記念し、千葉市科学館主催にて大木によるトーク&ライブイベントを開催。
- 東京・福岡を巡るプラネタリウムライブツアー、コニカミノルタプラネタリウム主催の音楽イベント「LIVE in the DARK」に大木が出演。
- Dragon Ashのトリビュートアルバム『25 – A Tribute To Dragon Ash -』に参加。「Mustang!」より「Fever」をカバー。
- 再生可能エネルギー電力を提供するみんな電力「アーティスト電力」にて、“大木伸夫発電所”がスタート。
- SAI 2022写真展「ACIDMAN presents SAI2022 PHOTO EXHIBITON」を、東京・渋谷の東急プラザ渋谷(渋谷フクラス内)にて開催。会期中、約15,000人が訪れる。
- メジャー2ndアルバム「Loop」をアナログ盤として発売。
- ACIDMAN 2nd Album Loop再現 TOUR “re:Loop”を敢行。
- ACIDMAN×YOU、20年前の「NO MUSIC, NO LIFE.」ポスターを再現した撮り下ろし写真を公開。
- 2010年リリースの楽曲『ALMA』が国際天文学連合(IAU)主催・アジア太平洋地域の天文学に関する国際会議「APRIM2023」のテーマソングに決定。初回開催から45年間において、世界初。
- 「ACIDMAN 2nd ALBUM Loop再現 TOUR "re:Loop"」ライブ写真を、ACIDMAN初となるNFT販売。
- 3度目となる「これぞACIDMAN」というセットリストで行われるワンマンライブ「This is ACIDMAN 2023」を福岡、東京にて開催。
- 映像作品『ACIDMAN presents「SAITAMA ROCK FESTIVAL “SAI” 2022」Live & Documentary FILM』の発売を記念して、映画館にて先行上映会を実施。
- 映像作品『ACIDMAN presents「SAITAMA ROCK FESTIVAL “SAI” 2022」Live & Documentary FILM』発売。

2024年
- 「輝けるもの」がシリーズ累計2700万部突破のベストセラー漫画実写化映画『ゴールデンカムイ』の主題歌となる。
- 映画『ゴールデンカムイ』主題歌「輝けるもの」シングル発売記念ライブをTOKYO DOME CITY HALLにて開催。サプライズゲストに20年来の友人でもある鶴見中尉役・玉木宏が登場。
- 講談社ブルーバックスから書籍を刊行している科学者の方をスタジオに迎えて、宇宙や時間、脳科学など、その分野の最先端について対談するサイエンストーク番組「ACIDMAN大木と科学者たち powered by 講談社ブルーバックス」がスタート。
- 「白と黒」が、向井理主演のテレビ東京開局60周年 ドラマ８「テレビ東京×WOWOW共同製作連続ドラマ ダブルチート 偽りの警官　Season１」(毎週金曜夜8時～)の主題歌となる。
- 映画『ゴールデンカムイ』主題歌「輝けるもの」の発売を記念して全国ホールツアー「ACIDMAN LIVE TOUR “ゴールデンセットリスト”」開催。全国9都市9公演。
- 4度目となる「これぞACIDMAN」というセットリストで行われる、ACIDMANの記念日的なワンマンライブ「This is ACIDMAN 2024」を開催。
- WOWOW連続ドラマW『ゴールデンカムイ -北海道刺青囚人争奪編-』にて、「輝けるもの」が第1話の、「sonet」が最終話のエンディングテーマとなる。

2025年
- 「sonet」発売記念ライブ＆壇上交流会をZepp Hanedaにて開催。ライブ終了後、機材を残したままのステージ上に観客をあげてACIDMANメンバー3人が握手をするというファン参加型イベントを実施。
- ACIDMANの音楽を使用し、大木伸夫がプログラム監修とナレーションを務めるプラネタリウム番組第3弾「星はここにある～music by ACIDMAN～」がコスモプラネタリウム渋谷にて投影開始。

## バンド名の由来
バンド名に深い意味はないらしいが、一般的には「気難しい人」の意で使われる。ACIDMANの前身となるバンドの名が文字どおり「LSD」だったことから、LSDの通称も踏まえた命名だと考えられる。（ちなみにLSDというバンド名は「Lonely Scribe of Dreamer」(夢見る男達の悲しい落書き)とのダブルミーニングだったそうである）

## ディスコグラフィ

### 自主製作カセットテープ
1. デモテープNO.1
  1. COFFEE
  2. 神様
  3. POPBOY
  4. 歩こう
2. デモテープNO.2
  1. パンパリバー
  2. 気まぐれマルガリータ
  3. 偽善者達のパレード
  4. 宝石
3. デモテープNO.3
  1. to live
  2. 赤橙
  3. 公園
  4. パン・パリパー (live version)

### インディーズ

#### シングル
- 赤橙
  - 2000年11月24日発売 / NMCD-0006
  - 2001年12月再発売 / ATL-0001

#### アルバム
- 酸化空
  - 2002年3月6日発売 / ATL-0002

### メジャー

#### シングル
|      | 発売日         | タイトル                     | 規格品番                | 順位 |
| ---- | -------------- | ---------------------------- | ----------------------- | ---- |
| 1st  | 2002年7月31日  | 造花が笑う [Limited Edition] | TOCT-4441               | 50位 |
| 2nd  | 2002年9月4日   | アレグロ [Limited Edition]   | TOCT-4442               | 49位 |
| 3rd  | 2002年10月9日  | 赤橙 [Limited Edition]       | TOCT-4443               | 13位 |
| 4th  | 2003年3月12日  | Slow View                    | TOCT-4466               | 16位 |
| 5th  | 2003年7月9日   | リピート                     | TOCT-4522               | 17位 |
| 6th  | 2004年3月3日   | 水写                         | TOCT-4704               | 19位 |
| 7th  | 2004年8月25日  | equal e.p.                   | TOCT-4754               | 36位 |
| 8th  | 2005年5月18日  | ある証明                     | TOCT-4866               | 22位 |
| 9th  | 2005年10月19日 | 季節の灯                     | TOCT-4928               | 15位 |
| 10th | 2005年11月9日  | world symphony               | TOCT-4933               | 20位 |
| 11th | 2006年9月6日   | スロウレイン                 | TOCT-40033              | 16位 |
| 12th | 2006年11月15日 | プリズムの夜                 | TOCT-40058              | 17位 |
| 13th | 2007年7月18日  | REMIND                       | TOCT-40122              | 23位 |
| 14th | 2007年11月28日 | UNFOLD                       | TOCT-40167              | 20位 |
| 15th | 2008年2月20日  | 式日                         | TOCT-40186              | 21位 |
| 16th | 2008年11月12日 | I stand free                 | TOCT-40235              | 22位 |
| 17th | 2009年2月25日  | CARVE WITH THE SENSE         | TOCT-40246              | 20位 |
| 18th | 2009年5月27日  | Under the rain               | TOCT-40253              | 29位 |
| 19th | 2010年7月21日  | DEAR FREEDOM                 | TOCT-45028              | 19位 |
| 20th | 2010年9月22日  | ALMA                         | TOCT-45036              | 18位 |
| 21st | 2012年9月19日  | アルケミスト                 | TOCT-45053              | 15位 |
| 22nd | 2012年12月19日 | 新世界                       | TOCT-45059              | 16位 |
| 23rd | 2014年4月16日  | EVERLIGHT                    | TYCT-39022              | 21位 |
| 24th | 2014年7月16日  | Stay in my hand              | TYCT-39026              | 27位 |
| 25th | 2014年9月24日  | 世界が終わる夜               | TYCT-39029              | 20位 |
| 26th | 2016年10月26日 | 最後の星                     | TYCT-39048              | 39位 |
| 27th | 2017年2月8日   | 愛を両手に                   | TYCT-39049 TYCT-30063   | 27位 |
| 28th | 2017年7月26日  | ミレニアム                   | TYCT-39059              | 32位 |
| 28th | 2020年6月3日   | 灰色の街                     | TYCT-39133 TYCT-30111/2 | 8位  |
| 29th | 2024年1月17日  | 輝けるもの                   | TYCT-39220 TYCT-30143   | 9位  |
| 30th | 2025年1月8日   | sonet                        | TYCT-39265 TYCT-30152   | 9位  |

#### 配信限定シングル
|     | 配信開始日    | タイトル  |
| --- | ------------- | --------- |
| 1st | 2020年9月4日  | Rebirth   |
| 2nd | 2021年9月4日  | innocence |
| 3rd | 2024年5月10日 | 白と黒    |

#### オリジナルアルバム
|      | 発売日                                  | タイトル          | 規格品番                                              | 順位 |
| ---- | --------------------------------------- | ----------------- | ----------------------------------------------------- | ---- |
| 1st  | 2002年10月30日 2008年4月16日            | 創                | TOCT-24830 (CCCD) TOCT-26536 (CD-DA)                  | 9位  |
| 2nd  | 2003年8月6日 2008年4月16日 2023年8月9日 | Loop              | TOCT-25084 (CCCD) TOCT-26537 (CD-DA) PDJV-1012/3 (LP) | 6位  |
| 3rd  | 2004年9月15日 2008年4月16日             | equal             | TOCT-25454 (CCCD) TOCT-26538 (CD-DA)                  | 10位 |
| 4th  | 2005年12月7日                           | and world         | TOCT-25866 (初回限定盤) TOCT-25867 (通常盤)           | 9位  |
| 5th  | 2007年2月7日                            | green chord       | TOCT-26183 (初回限定盤) TOCT-26184 (通常盤)           | 8位  |
| 6th  | 2008年4月16日                           | LIFE              | TOCT-26534 (初回限定盤) TOCT-26535 (通常盤)           | 9位  |
| 7th  | 2009年7月29日                           | A beautiful greed | TOCT-26841                                            | 4位  |
| 8th  | 2010年12月1日                           | ALMA              | TOCT-27005                                            | 12位 |
| 9th  | 2013年2月27日                           | 新世界            | TOCT-29117 (初回限定版) TOCT-29118 (通常盤)           | 11位 |
| 10th | 2014年11月19日                          | 有と無            | TYCT-69075 (初回限定版) TYCT-69076 (通常盤)           | 9位  |
| 11th | 2017年12月13日                          | Λ                 | TYCT-69126 (初回限定版) TYCT-60112 (通常盤)           | 17位 |
| 12th | 2021年10月27日                          | INNOCENCE         | TYCT-69211 (初回限定版) TYCT-60181 (通常盤)           | 18位 |

#### ベストアルバム
|     | 発売日         | タイトル                                                        | 規格品番     | 順位 |
| --- | -------------- | --------------------------------------------------------------- | ------------ | ---- |
| 1st | 2011年9月28日  | Second line & Acoustic collection                               | TOCT-27093   | 6位  |
| 2nd | 2012年2月8日   | ACIDMAN THE BEST                                                | TOCT-28085   | 12位 |
| 3rd | 2012年2月8日   | THIS IS INSTRUMENTAL                                            | TOCT-28087   | 87位 |
| 4th | 2015年11月18日 | Second line & Acoustic collection II                            | TYCT-69089   | 19位 |
| 5th | 2016年10月26日 | ACIDMAN 20th Anniversary Fans' Best Selection Album "Your Song" | TYCT-69106/7 | 18位 |

#### ライブアルバム
|     | 発売日       | タイトル                                          | 規格品番   | 順位 |
| --- | ------------ | ------------------------------------------------- | ---------- | ---- |
| 1st | 2012年2月8日 | Second line & Acoustic live at 渋谷公会堂20111013 | TOCT-28089 | 70位 |

#### 参加作品
| 発売日         | タイトル                                                                   | 収録曲                                                   | 規格品番                            |
| -------------- | -------------------------------------------------------------------------- | -------------------------------------------------------- | ----------------------------------- |
| 2003年4月23日  | 31HITS 〜THE GOLD DISC AWARD 2003〜                                        | 赤橙                                                     | AVCD-17297                          |
| 2004年4月23日  | OUR LAST DAY                                                               | 水写                                                     | TOCT-25301〜2                       |
| 2004年7月28日  | MOSH PIT ON DISNEY                                                         | colors of the wind                                       | AVCW-12387                          |
| 2006年9月27日  | Swirl of lights / endive                                                   | Somewhat like the senses feat. O-ki from ACIDMAN         | VICL-62094                          |
| 2009年1月28日  | ROCK THE MIX                                                               | FREE STAR                                                | VICL-63220                          |
| 2009年4月8日   | AGGRESSIVE DOGS TRIBUTE ALBUM 〜真我〜                                     | 紫電一閃                                                 | DFCL-1560                           |
| 2009年10月7日  | HELLO! LOW IQ 01                                                           | Distance                                                 | CTCR-14646                          |
| 2010年7月28日  | ROCK STITCH                                                                | Can't Help Falling In Love                               | AVCW-12789                          |
| 2010年8月4日   | VERSUS. "JAPANESE ROCK VS FPM"                                             | 赤橙                                                     | AVCD-38079                          |
| 2010年11月10日 | EMI / 寺子屋                                                               | EMI                                                      | 配信限定                            |
| 2011年11月30日 | SPECIAL OTHERS / SPECIAL OTHERS                                            | あの国まで                                               | VIZL-440 VICL-63795                 |
| 2012年5月23日  | ROCK ON ROCK                                                               | world symphony                                           | TOCT-28098                          |
| 2013年3月22日  | immortality                                                                | ストロマトライト (DEVILOCK NIGHT THE FINAL live version) | TRCP-110 TRCP-111 TRCP-112 TRCP-113 |
| 2013年7月31日  | ROCK ON PARADE                                                             | CARVE WITH THE SENSE                                     | TOCT-29183                          |
| 2014年1月29日  | Yes, We Love butchers 〜Tribute to bloodthirsty butchers〜 Abandoned Puppy | 襟がゆれてる。                                           | CRCP-40357                          |
| 2014年6月11日  | The Broccasion -music inspired by BACK DROP BOMB-                          | NEVER SEEM TO LAST                                       | CTCR-14827                          |
| 2015年7月29日  | ROCK IN DISNEY                                                             | Can't Help Falling In Love                               | AVCW-63080                          |
| 2015年7月29日  | BEST EMI ROCKS 2015                                                        | Stay in my hand                                          | 配信限定                            |
| 2015年7月29日  | BEST EMI ROCKS 2015                                                        | EMI / 寺子屋                                             | 配信限定                            |
| 2017年10月18日 | PAUSE 〜STRAIGHTENER Tribute Album〜                                       | SIX DAY WONDER                                           | TYCT-69121 TYCT-60109               |
| 2019年3月13日  | 東京スカパラダイスオーケストラトリビュート集 楽園十三景                    | 追憶のライラック                                         | CTCR-14956                          |
| 2019年11月27日 | 井上陽水トリビュート                                                       | 傘がない                                                 | UPCH-2198                           |
| 2023年2月22日  | 25 – A Tribute To Dragon Ash –                                             | Fever                                                    | VICL-65786                          |

### 映像作品

#### Scene of シリーズ
|      | 発売日         | タイトル                                                     | 規格品番   | 順位  |
| ---- | -------------- | ------------------------------------------------------------ | ---------- | ----- |
| 1st  | 2003年3月12日  | Scene of 創                                                  | TOBF-5205  | 55位  |
| 2nd  | 2003年9月10日  | Scene of Loop                                                | TOBF-5234  | 80位  |
| 3rd  | 2004年10月4日  | Scene of equal                                               | TOBF-5328  | 50位  |
| 4th  | 2006年1月25日  | Scene of "and world"                                         | TOBF-5442  | 119位 |
| 5th  | 2007年3月7日   | Scene of "green chord"                                       | TOBF-5518  | 70位  |
| 6th  | 2008年5月21日  | Scene of "LIFE"                                              | TOBF-5579  | 75位  |
| 7th  | 2009年9月2日   | Scene of "A beautiful greed"                                 | TOBF-5639  | 50位  |
| 8th  | 2011年2月23日  | Scene of "ALMA"                                              | TOBF-5695  | 49位  |
| 9th  | 2013年3月27日  | Scene of "新世界"                                            | TOBF-5768  | 60位  |
| 10th | 2014年11月19日 | Scene of "有と無" (10thアルバム『有と無』の初回限定版に封入) | TYCT-69075 | 9位   |

#### ライブ映像
|      | 発売日         | タイトル                                                                    | 規格品番                             | 順位 |
| ---- | -------------- | --------------------------------------------------------------------------- | ------------------------------------ | ---- |
| 1st  | 2006年7月19日  | and world tour final 20060409                                               | TOBF-5484                            | 29位 |
| 2nd  | 2007年9月5日   | ACIDMAN LIVE TOUR "green chord" in 日本武道館                               | TOBF-5534～5                         | 19位 |
| 3rd  | 2008年10月8日  | ACIDMAN LIVE TOUR “LIFE” in 幕張メッセ                                      | TOBF-5598                            | 13位 |
| 4th  | 2010年4月21日  | LIVE TOUR "A beautiful greed" in 日本武道館                                 | TOBF-5673                            | 25位 |
| 5th  | 2011年9月28日  | LIVE TOUR "ALMA" in 日本武道館                                              | TOBF-5706                            | 10位 |
| 6th  | 2012年9月19日  | ACIDMAN LIVE "15th&10th Anniversary Tour" in さいたまスーパーアリーナ       | TOBF-5751 (DVD) TOXF-5751 (BD)       | 8位  |
| 7th  | 2013年12月18日 | LIVE TOUR "新世界" in 日本武道館                                            | TYBT-10008 (DVD) TYXT-10005 (BD)     | 33位 |
| 8th  | 2015年11月18日 | LIVE TOUR “有と無” in 日本武道館                                            | TYBT-19012/3 (DVD) TYXT-19006/7 (BD) | 21位 |
| 9th  | 2016年7月27日  | LIVE TOUR “Second line & Acoustic collection II” in NHKホール               | TYBT-19017/8 (DVD) TYXT-19008/9 (BD) |      |
| 10th | 2018年3月28日  | ACIDMAN 20th ANNIVERSARY FILM "SAI"                                         | TYBT-19023/4 (DVD) TYXT-19013/4 (BD) |      |
| 11th | 2018年11月28日 | ACIDMAN LIVE TOUR "Λ" in 日本武道館                                         | TYBT-19016/7 (DVD) TYXT-19025/6 (BD) |      |
| 12th | 2019年9月25日  | ANTHOLOGY2 Live in Zepp Tokyo 2019.05.18                                    | ATLG-2019                            |      |
| 13th | 2020年6月3日   | ACIDMAN LIVE TOUR “創、再現” in 新木場 STUDIO COAST                         | RESO-2019                            |      |
| 14th | 2021年6月11日  | ELEVEN                                                                      |                                      |      |
| 15th | 2023年11月26日 | ACIDMAN presents「SAITAMA ROCK FESTIVAL "SAI" 2022」Live & Documentary FILM | PROV-3075/6                          | 9位  |

### CD & DVD-BOX
|     | 発売日       | タイトル             | 規格品番   |
| --- | ------------ | -------------------- | ---------- |
| 1st | 2012年2月8日 | ACIDMAN THE BEST BOX | TOCT-28081 |

### バンドスコア
| - 赤橙 - 2002年12月13日発売 - 造花が笑う - 2003年2月1日発売 - アレグロ - 2003年2月1日発売 - 創 - 2003年2月15日発売 | - Loop - 2003年11月22日発売 - 水写 - 2004年5月10日発売 - equal - 2005年5月16日発売 - and world - 2006年3月27日発売 | - green chord - 2007年6月1日発売 - LIFE - 2008年7月29日発売 - A beautiful greed - 2009年11月30日発売 - ALMA - 2011年3月28日発売 | - Second line & Acoustic collection - 2012年1月30日発売 - ACIDMAN THE BEST 2002-2012 DISC1 - 2012年3月30日発売 - ACIDMAN THE BEST 2002-2012 DISC2 - 2012年3月30日発売 - 新世界 - 2014年1月31日発売 |

### その他
- strip me? / 土屋アンナ (true colorsの演奏、アレンジで参加)
  - 2006年8月2日発売 / CTCR-14493
- Love&Everything / 須藤元気 (Love&Everythingの楽曲提供及びMr.Tambourine Manの演奏、アレンジで参加)
  - 2006年9月6日発売 / TOCT-40015
- GIGS 2008年06月号 (Room NO.134収録CD付属)
  - 2008年4月26日発売
- LOW IQ 01 presents MASTER OF MUSIC / LOW IQ 01 (ストロマトライトを収録)
  - 2010年3月10日発売 / CTBR-92062/3
- CHRISTMAS FANTASY (HEP FIVEのクリスマスイベント用提供楽曲)
  - 2011年12月にHEP FIVE内にて配布
  - 後にベストアルバム『ACIDMAN 20th Anniversary Fans' Best Selection Album "Your Song"』に収録された。
- 情熱大陸×綾野剛 プレミアムエディション (映像内の楽曲提供)
  - 2014年1月15日発売 / PCXE-50328(Blu-ray版) / PCBE-54408(DVD版)

## ミュージックビデオ
| 公開年 | 監督            | 曲名                                             | 備考                                 |
| ------ | --------------- | ------------------------------------------------ | ------------------------------------ |
| 2002年 | 小島淳二        | 今、透明か                                       |                                      |
| 2002年 | 小島淳二        | 造花が笑う                                       |                                      |
| 2002年 | 小島淳二        | アレグロ                                         |                                      |
| 2002年 | 小島淳二        | 赤橙                                             |                                      |
| 2003年 | 小島淳二        | slow view                                        |                                      |
| 2003年 | 小島淳二        | 飛光                                             |                                      |
| 2003年 | 小島淳二        | 静かなる嘘と調和                                 |                                      |
| 2003年 | 小島淳二        | リピート                                         |                                      |
| 2003年 | 小島淳二        | 波、白く                                         |                                      |
| 2004年 | 西郡勲          | 水写                                             |                                      |
| 2004年 | 西郡勲          | 彩-sai- (inst Ver.)                              |                                      |
| 2004年 | 西郡勲          | イコール                                         |                                      |
| 2004年 | 西郡勲          | Colors of the Wind                               |                                      |
| 2004年 | 西郡勲          | (short film) 彩-SAI-(前編)〜廻る、巡る、その核へ |                                      |
| 2005年 | 西郡勲          | ある証明                                         |                                      |
| 2005年 | 西郡勲&米澤拓也 | SOL                                              |                                      |
| 2005年 | 西郡勲          | 季節の灯                                         |                                      |
| 2005年 | 西郡勲          | world symphony                                   |                                      |
| 2005年 | 安藤隼人        | water room                                       |                                      |
| 2006年 | 竹内鉄郎        | スロウレイン                                     |                                      |
| 2006年 | 西郡勲          | Walking Dada                                     |                                      |
| 2006年 | 竹内鉄郎        | プリズムの夜                                     |                                      |
| 2007年 | 菊池早苗        | Returning                                        |                                      |
| 2007年 | 鈴木大伸        | REMIND                                           |                                      |
| 2007年 | 西郡勲          | UNFOLD                                           |                                      |
| 2008年 | 島田大介        | 式日                                             |                                      |
| 2008年 | 大木伸夫        | THE LIGHT 〜赤色群像・ベガの呼応・EVERGREEN〜    |                                      |
| 2008年 | 島田大介        | FREE STAR                                        |                                      |
| 2008年 | 竹内鉄郎        | I stand free                                     |                                      |
| 2009年 | 須永秀明        | CARVE WITH THE SENSE                             |                                      |
| 2009年 | 竹内鉄郎        | Under the rain                                   |                                      |
| 2009年 | 小嶋貴之        | ファンタジア                                     |                                      |
| 2009年 | 小嶋貴之        | HUM                                              |                                      |
| 2009年 | 小嶋貴之        | Ucess                                            |                                      |
| 2010年 | 深津昌和        | DEAR FREEDOM                                     |                                      |
| 2010年 | 柿本ケンサク    | ALMA                                             |                                      |
| 2010年 | 柿本ケンサク    | 2145年                                           | パフォーマー:ロボットのぞみ          |
| 2011年 | 柿本ケンサク    | 赤橙（Acoustic）                                 |                                      |
| 2012年 | 柿本ケンサク    | to live                                          |                                      |
| 2012年 | 柿本ケンサク    | アルケミスト                                     |                                      |
| 2012年 | 柿本ケンサク    | 新世界                                           |                                      |
| 2013年 | 柿本ケンサク    | 風追い人（前編）                                 | 出演：森山開次、松根花子、田村泰二郎 |
| 2014年 | 柿本ケンサク    | EVERLIGHT                                        |                                      |
| 2014年 | 柿本ケンサク    | Stay in my hand                                  |                                      |
| 2014年 | 柿本ケンサク    | 世界が終わる夜                                   |                                      |
| 2015年 | 柿本ケンサク    | リピート（Second Line）feat.ホリエアツシ         |                                      |
| 2016年 | 柿本ケンサク    | 最後の星                                         |                                      |
| 2017年 | 柿本ケンサク    | 愛を両手に                                       | 出演:新井浩文                        |
| 2017年 | 柿本ケンサク    | ミレニアム                                       |                                      |
| 2020年 | 柿本ケンサク    | 灰色の街                                         |                                      |
| 2020年 | Akihiro Otagiri | Rebirth                                          |                                      |
| 2021年 | Akihiro Otagiri | innocence                                        |                                      |
| 2024年 | 遠藤研介        | 輝けるもの                                       |                                      |
| 2024年 | 柿本ケンサク    | 白と黒                                           |                                      |
| 2025年 | 久保茂昭        | sonet                                            | 出演：yura                           |

## タイアップ一覧
| 使用年 | 曲名                  | タイアップ                                                                                              |
| ------ | --------------------- | --- |
| 2002年 | 造花が笑う            | NHK-FM『ミュージック・スクエア』2002年8・9月度オープニングテーマ                                        |
| 2002年 | 赤橙                  | TBS系『COUNT DOWN TV』2002年10月度オープニングテーマ                                                    |
| 2003年 | リピート              | テレビ東京系『JAPAN COUNTDOWN』2003年7月度エンディングテーマ                                            |
| 2004年 | イコール              | テレビ神奈川『Mutoma JAPAN』2004年9月度テーマソング                                                     |
| 2004年 | イコール              | テレビ東京系『JAPAN COUNTDOWN』2004年10月度オープニングテーマ                                           |
| 2005年 | world symphony        | テレビ東京系『JAPAN COUNTDOWN』2005年12月度オープニングテーマ                                           |
| 2007年 | スロウレイン          | 北海道テレビ『NO MATTER BOARD（'06-'07シーズン）』2007年1月度オープニングテーマ                         |
| 2007年 | REMIND                | 北海道テレビ『NO MATTER BOARD（'07-'08シーズン）』2007年11月度エンディングテーマ                        |
| 2007年 | UNFOLD                | 北海道テレビ『夢チカ18』エンディングテーマ                                                              |
| 2008年 | 式日                  | 中京テレビ『PS』エンディングテーマ                                                                      |
| 2009年 | I stand free          | BS朝日『EARTH friendly MEDIA』2009キャンペーンソング                                                    |
| 2009年 | ±0                    | ネクソン「カウンターストライク オンライン」CMソング                                                     |
| 2010年 | DEAR FREEDOM          | ソニー・エリクソン・モバイルコミュニケーション×MTVジャパン「Transform Your Xperiaキャンペーン」CFソング |
| 2014年 | 世界が終わる夜        | TBS系『スーパーサッカー』2014年10・11月度エンディングテーマ                                             |
| 2015年 | RAINY（instrumental） | 時短系全身シャンプー「RAINY」企業CMソング                                                               |
| 2018年 | 空白の鳥              | 東京テアトル配給映画『犬猿』主題歌                                                                      |
| 2020年 | 灰色の街              | フジテレビ系『Love music』2020年5月度オープニングテーマ                                                 |
| 2020年 | Rebirth               | テレビ東京系アニメ『あひるの空』第4クールオープニングテーマ                                             |
| 2021年 | innocence             | フジテレビ系『Love music』2021年11月度エンディングテーマ                                                |
| 2023年 | ALMA                  | 国際天文学連合（IAU）主催 国際会議「APRIM2023」テーマソング                                             |
| 2024年 | 輝けるもの            | 東宝配給映画『ゴールデンカムイ』主題歌                                                                  |
| 2024年 | 輝けるもの            | WOWOW連続ドラマW『ゴールデンカムイ -北海道刺青囚人争奪編-』第1話エンディングテーマ                      |
| 2024年 | 白と黒                | テレビ東京系ドラマ8『ダブルチート 偽りの警官 Season1』主題歌                                            |
| 2024年 | sonet                 | WOWOW連続ドラマW『ゴールデンカムイ-北海道刺青囚人争奪編-』最終話エンディングテーマ                      |

## ヘビーローテーション/パワープレイ

### テレビ
| 放送年 | 曲名  | ヘビーローテーション/パワープレイ          |
| ------ | ----- | ------------------------------------------ |
| 2002年 | 赤橙  | スペースシャワーTV 2002年10月度POWER PUSH! |
| 2025年 | sonet | テレビ愛知「a-NN♪」2025年1月度 POWER PUSH  |

### ラジオ
| 放送年 | 曲名       | ヘビーローテーション/パワープレイ               |
| ------ | ---------- | ----------------------------------------------- |
| 2017年 | 愛を両手に | MUSIC BIRD for Community FM「Weekly Recommend」 |
| 2017年 | ミレニアム | MUSIC BIRD for Community FM「Weekly Recommend」 |
| 2020年 | Rebirth    | InterFM897 2020年9月前期“Hot Picks”             |

## Cinema
「音楽に求める感動は映画に求める感動に似ている」という発想から生まれたACIDMAN主催のイベントである。複数のアーティストがライブを行って、セットチェンジの間に短編のショートフィルムを流すという形をとっている。ショートフィルムは一般でも募集しているが、海外からの作品を上映することが多い。2002年から始まり、2005年までにVol.0を含めると4回開催されたが2006年以降は開催されていない。また毎回パンフレットが作成され、無料で配られていた。
| 2002年7月開催 出演者 - ACIDMAN - FARIDA'S CAFE - GQ06 ショートフィルム - Gone Underground - Racer☆Stars!! | 2003年3月開催 出演者 - ACIDMAN - 韻シスト - CONDOR44 - HUSKING BEE - bloodthirsty butchers - mixape ショートフィルム - MORE | 2004年3月開催 出演者 - ACIDMAN - 韻シスト - THE BACK HORN - the band apart - HUSKING BEE - FARIDA'S CAFE ショートフィルム - Arrive - MUSIC FOR ONE APARTMENT AND SIX DRUMMERS - Cinema;AD | 2005年6月開催 出演者 - ACIDMAN - AIR - BACK DROP BOMB - MO'SOME TONEBENDER - MASTER LOW ショートフィルム - RARE EXPORTS INC. - SOL |

## ライブ

### ワンマンライブ
| 開催日                        | タイトル                                                                                                  | 備考                                  |
| ----------------------------- | --- | ------------------------------------- |
| 2002年5月25日                 | ACIDMAN ファーストワンマンライブ                                                                          | 下北沢GARAGE                          |
| 2002年11月29日～12月26日      | ACIDMAN LIVE TOUR "創"                                                                                    | 2公演                                 |
| 2003年4月25日〜4月29日        | ACIDMAN ワンマンライブ                                                                                    | 3公演                                 |
| 2003年9月15日～10月10日       | ACIDMAN LIVE TOUR "Loop"                                                                                  | 8公演                                 |
| 2004年10月30日～12月5日       | ACIDMAN LIVE TOUR "equal"                                                                                 | 14公演                                |
| 2006年3月4日～4月9日          | ACIDMAN LIVE TOUR "and world"                                                                             | 8公演                                 |
| 2007年3月17日～5月12日        | ACIDMAN LIVE TOUR "green chord"                                                                           | 12公演                                |
| 2008年6月1日～7月12日         | ACIDMAN LIVE TOUR "LIFE"                                                                                  | 15公演                                |
| 2009年10月16日～12月22日      | ACIDMAN LIVE TOUR "A beautiful greed"                                                                     | 21公演                                |
| 2011年2月26日～6月4日         | ACIDMAN LIVE TOUR "ALMA"                                                                                  | 16公演                                |
| 2011年10月9日〜10月16日       | ACIDMAN（Acoustic set）"Second line & Acoustic live"                                                      | 4公演                                 |
| 2012年3月7日〜4月21日         | ACIDMAN LIVE "15th & 10th Anniversary Tour"                                                               | 10公演                                |
| 2013年3月11日                 | ACIDMAN LIVE in FUKUSHIMA 2013                                                                            | いわき芸術文化交流館アリオス          |
| 2013年6月7日～7月26日         | ACIDMAN LIVE TOUR "新世界"                                                                                | 18公演                                |
| 2014年3月11日                 | ACIDMAN LIVE in FUKUSHIMA 2014                                                                            | いわき市文化センター                  |
| 2014年5月22日～6月12日        | ACIDMAN LIVE TOUR "ANTHOLOGY"                                                                             | 6公演                                 |
| 2014年10月23日                | ACIDMAN New Single『世界が終わる夜』発売記念ワンマンライブ                                                | Zepp Tokyo                            |
| 2015年2月6日～4月18日         | ACIDMAN LIVE TOUR "有と無"                                                                                | 20公演                                |
| 2016年1月30日～3月20日        | ACIDMAN LIVE TOUR "Second line & Acoustic collection II"                                                  | 8公演                                 |
| 2017年1月21日                 | 「ACIDMAN 20th Anniversary Fans' Best Selection Album "Your Song" 」 リリース記念プレミアムワンマンライブ | Zepp Tokyo                            |
| 2018年3月11日                 | ACIDMAN LIVE in FUKUSHIMA 2018                                                                            | いわき芸術文化交流館アリオス 中劇場   |
| 2018年4月1日〜7月13日         | ACIDMAN LIVE TOUR "Λ(ラムダ)"                                                                             | 16公演                                |
| 2019年3月2日〜5月18日         | ACIDMAN LIVE TOUR "ANTHOLOGY 2"                                                                           | 12公演                                |
| 2019年10月30日〜12月12日      | ACIDMAN LIVE TOUR "創、再現"                                                                              | 6公演                                 |
| 2020年3月11日                 | LIVE in FUKUSHIMA 2020                                                                                    | 南相馬BACK BEAT（無観客オンライン）   |
| 2020年7月8日〜7月30日         | 『灰色の街』リリース記念プレミアム・ワンマンツアー                                                        | ※新型コロナウイルス感染拡大に伴い中止 |
| 2020年9月11日                 | ACIDMAN LIVE TOUR "This is instrumental"                                                                  | LINE CUBE SHIBUYA（二部制）           |
| 2021年3月11日                 | ACIDMAN LIVE in FUKUSHIMA 2021                                                                            | いわき芸術文化交流館アリオス 中劇場   |
| 2021年5月21日                 | ACIDMANニューアルバム配信ライブ                                                                           | オンライン                            |
| 2021年8月5日〜9月3日          | ACIDMAN「innocence」プレリリースツアー                                                                    | 3公演（全公演二部制）                 |
| 2021年10月29日・11月13日      | This is ACIDMAN                                                                                           | 2公演                                 |
| 2022年3月5日〜7月3日          | ACIDMAN LIVE TOUR "INNOCENCE"                                                                             | 9公演                                 |
| 2022年9月1日〜10月5日         | ACIDMAN 25th&20th Anniversary Live Tour "This is ACIDMAN" 2022                                            | 3公演                                 |
| 2023年3月11日                 | ACIDMAN LIVE in FUKUSHIMA 2023                                                                            | いわき市文化センター 大ホール         |
| 2023年6月16日〜7月28日        | ACIDMAN LIVE TOUR "re:Loop"                                                                               | 5公演                                 |
| 2023年10月13日                | うたいびと、であいびと。大木伸夫(ACIDMAN)の未知                                                           | 大木ソロ                              |
| 2023年10月22日・10月30日      | ACIDMAN LIVE TOUR "This is ACIDMAN 2023"                                                                  | 2公演                                 |
| 2024年3月11日                 | ACIDMAN LIVE in FUKUSHIMA 2024                                                                            | いわき市文化センター 大ホール         |
| 2024年2月6日                  | New Single Release Live「輝けるもの」                                                                     | TOKYO DOME CITY HALL                  |
| 2024年5月10日〜2024年8月16日  | ACIDMAN LIVE TOUR “ゴールデンセットリスト”                                                                | 9公演                                 |
| 2024年10月30日                | This is ACIDMAN 2024                                                                                      | KT Zepp Yokohama                      |
| 2025年1月11日                 | ACIDMAN「sonet」発売記念ライブ＆壇上交流会                                                                | Zepp Haneda                           |
| 2025年3月11日                 | ACIDMAN LIVE in FUKUSHIMA 2025                                                                            | いわき市文化センター 大ホール         |
| 2025年3月20日〜2025年10月26日 | ACIDMAN LIVE TOUR “This is ACIDMAN 2025”                                                                  | 10公演                                |
| 2025年8月15日                 | ACIDMAN LIVE in 上海                                                                                      | 上海 MODERN SKY LAB                   |

### ツーマンライブ
- ACIDMAN 20th Anniversary 2man tour（2016年11月16日～2017年6月3日）16公演

### 主催フェス
- SAITAMA ROCK FESTIVAL “SAI” 2017（2017年11月23日、さいたまスーパーアリーナ）[42][43]

- SAITAMA ROCK FESTIVAL “SAI” 2022（2022年11月26日・27日、さいたまスーパーアリーナ）[44][45][46][47]